# Marga Waanders
Margaretha Caecilia Maria (Marga) Waanders (Hengelo, 28 oktober 1959) is een Nederlands neerlandica, politica en bestuurster. Ze is lid van de PvdA.

## Opleiding en  loopbaan
Waanders ging tot 1977 naar de havo aan het Twickel College in Hengelo. Van 1977 tot 1982 studeerde zij Nederlands en Duits aan de lerarenopleiding van de Ubbo Emmius in Leeuwarden. Daarna studeerde zij van 1982 tot 1986 Nederlandse taal- en letterkunde aan de Rijksuniversiteit Groningen. Van 1987 tot 1990 was zij docent Nederlands en Duits aan de Bakkerij- en Horecavakschool in Leeuwarden.
Waanders was van 1990 tot 1992 docent Nederlands aan het Slauerhoff College in Leeuwarden. Van 1992 tot 1998 was zij docent, vakgroepvoorzitter en onderwijsontwikkelaar van de opleidingen Nederlands, Publiciteit & Presentatie en Communicatie bij de NHL Hogeschool. Van 1995 tot 1996 volgde ze een postdoctorale opleiding in Nederlands als tweede taal aan de Universiteit van Amsterdam. Van 1998 tot 2001 was zij lid van de beleidsstaf en in die hoedanigheid bezig met PR- en communicatiebeleid en woordvoerder van de directie van de NHL Hogeschool.

## Politieke loopbaan
Waanders was van 1986 tot 1990 fractiemedewerker van de PvdA in Leeuwarden. In 1990 werd ze er gekozen in de gemeenteraad en vanaf 1995 was ze er fractievoorzitter van de PvdA. Ze was onder meer woordvoerder op het gebied van belastingen, personeelsbeleid, de ontwikkeling van bedrijfsterreinen, veiligheid en financiën. Op 1 mei 2001 volgde ze daar Peter den Oudsten op als wethouder van ruimtelijke ordening, verkeer en vervoer en herinrichting binnenstad.
Waanders werd op 15 januari 2009 burgemeester van Dongeradeel. Waanders haalde daar het landelijk nieuws door haar rol bij de landelijke intocht van Sinterklaas in Dokkum op 18 november 2017, en de daarmee samenhangende demonstraties. Op 30 oktober 2018 werd ze burgemeester van Waadhoeke. Op 11 maart 2025 werd bekend dat ze ongeneeslijk ziek is en per direct stopt als burgemeester van Waadhoeke.

## Privéleven
Waanders werd geboren in Hengelo. Ze groeide op in het Overijsselse Beckum. Ze groeide op in een gezin met een vader, moeder en twee zussen. Op haar zeventiende verhuisde ze voor haar studie naar Leeuwarden. Ze is sinds 1978 samen met haar partner.